# Mosoia bulbigera
Mosoia bulbigera is een hooiwagen uit de familie Assamiidae.